# The Night Riders
The Night Riders (br: Os Três Camaradas) é um filme norte-americano de 1939, do gênero faroeste, dirigido por George Sherman e estrelado por John Wayne, Ray Corrigan e Max Tehune.

## A produção
Provavelmente o único filme a mostrar o presidente James Garfield, The Night Riders é baseado nas tentativas do escroque James Addison Reavis, que viveu no século XIX, de apoderar-se de todas as terras que formam o Arizona, utilizando-se, para esse fim, de documentos forjados.
O filme divide algumas cenas de cavalgadas com o seriado Zorro's Fighting Legion, feito no mesmo ano, e mostra outras que sugerem a Ku Klux Klan.
Esta é a vigésima-primeira película, de um total de cinquenta e uma, que a Republic Pictures fez com o trio The Three Mesquiteers, conhecido no Brasil como Os Três Mosqueteiros, Os Três Mosqueteiros do Oeste e Os Três Amigos Valentes.
Tom Tyler, que assumiria o papel de Stony Brooke (aqui, interpretado por John Wayne) nas treze últimas aventuras da série, aparece como um dos capangas do vilão.

## Sinopse
Estamos em algum momento do século XIX. Os Três Mosqueteiros do Oeste são forçados a usar mantos e máscaras, com o objetivo de por um fim à ditadura de um jogador trapaceiro, um falso nobre espanhol, que apossou-se de uma enorme área no Sudoeste dos Estados Unidos.

## Elenco
| Ator/Atriz      | Personagem     |
| --------------- | -------------- |
| John Wayne      | Stony Brooke   |
| Ray Corrigan    | Tucson Smith   |
| Max Tehune      | Lullaby Joslin |
| Doreen McKay    | Soledad        |
| Ruth Rogers     | Susan Randall  |
| George Douglas  | Talbot         |
| Tom Tyler       | Jackson        |
| Kermit Maynard  | Xerife Pratt   |
| Sammy McKim     | Tim Randall    |
| Walter Wills    | Hazleton       |
| Ethan Laidlaw   | Andrews        |
| Tom London      | Wilson         |
| Jack Ingram     | Wilkins        |
| Edward Peil Sr. | Harper         |